# Audio Stream Input/Output
Audio Stream Input/Output (ASIO) je počítačový ovladač zvukových karet pro digitální zvuk  specifikovaný společností Steinberg, poskytující nízkoodezvové a  vysoce spolehlivé rozhraní mezi softwarem a počítačovou zvukovou kartou. Zatímco software od Microsoftu DirectSound je běžně používaný neprofesionálními uživateli pro zprostředkování signálu, ASIO umožňuje umělcům a profesionálům, zabývající se zvukovou technikou, přistupovat přímo k externímu hardwaru.

## Přehled
ASIO překonává běžné přístupy uživatelských aplikací zprostředkovávaných skrze Windows OS, takže se tyto aplikace mohou propojit přímo s hardwarem zvukových karet. Každá vrstva, která může být překonána, znamená snížení odezvy (zpoždění, mezi aplikací, která posílá zvukovou informaci, a zpracováním zvukovou kartou, nebo čas, za který je daná informace zpřístupněna pro aplikaci). ASIO nabízí relativně jednoduchý způsob nezávislého přistupování k více zvukovým vstupům a výstupům. Největší výhodou je metoda překonávání vysoké odezvy a nízké kvality vzorkovací frekvence, která ze své podstaty vzniká u Windows NT, umožňující přímou, vysoko-rychlostní komunikaci se zvukovým hardwarem. Na rozdíl od KMixeru, neupravený ASIO výstup je „bitově identický“, nebo „bitově perfektní“; tzn., že data odeslaná, nebo přijatá, ze zvukového rozhraní  jsou identická k originálnímu zdroji, což nám poskytuje vyšší spolehlivost a kvalitu. Navíc, ASIO podporuje 24bitové vzorkování, na rozdíl od Windows NT.x MME a DirectSound, kde je 24bitové vzorkování ořezané na horních 16 bitů, zatímco Windows NT 6.x poskytuje 32bitový výstup s plovoucí desetinnou čárkou. Vyšší vzorkovací bitové hloubky nabízí možnost pro vyšší poměr „signal-to-noise“, což je poměr úrovně požadováného signálu, oproti šumu a rušení v okolí.

### Operační systémy
Podpora rozhraní je běžně omezena pro Microsoft Windows. S vydáním Windows Vista, KMixer byl nahrazen WASAPI a novým WaveRT ovladačem pro porty.
Je zde také experimentální ASIO ovladač pro Wine, jako možnost kompatibility pro Linux.